# BL 8-inch-Haubitze Mk VII
Die BL 8-inch-Haubitze Mk VII war eine britische Haubitze des Ersten Weltkrieges.

## Geschichte
Großbritannien trat in den Ersten Weltkrieg mit nur sehr wenigen schweren und überschweren Geschützen ein. Da die Werkzeugmaschinen für den Bau von 8-Zoll-Haubitzen vorhanden waren, wurde der Produktion dieser Geschütze höchste Priorität beigemessen. Obwohl die Waffe erkennbare Mängel hatte, wurde sie bis zum Zweiten Weltkrieg genutzt. Zu diesem Zeitpunkt wurde das Kaliber allerdings auf 182,9 mm verringert.

## Nachteile
Obwohl das Geschütz recht erfolgreich seinen Dienst versah, hatte es einen signifikanten Nachteil: Die Kastenlafette war extrem schwer und das Rohrrücklaufsystem nicht ausgereift. Deshalb mussten hinter den Rädern Erdrampen errichtete werden, die den Rückstoß des Geschützes auffangen konnten. Waren diese Rampen nicht richtig angelegt, rollte die Waffe nach dem Schuss über die Rampe hinweg und kippte einfach um.

## Technische Daten
- Kaliber: 8 Zoll
- Gewicht: 8890 kg
- Mündungsgeschwindigkeit: 457 m/s
- Höhenrichtbereich: 0° bis +45°
- Geschoss/Geschossgewicht: hochexplosiv/91 kg
- Höchstschussweite: 11.250 m